# Người trong hẻm nhỏ
Người trong hẻm nhỏ (tiếng Anh: Romance in the Alley), là bộ phim truyền hình Trung Quốc về cuộc sống đương đại được sản xuất bởi Chính Ngọ Dương Quang, Trương Khai Trụ đạo diễn, Đại Mễ biên kịch, Diêm Ni, Lý Quang Khiết, Quách Hiểu Đông, Tưởng Hân, Phạm Thừa Thừa, Quan Hiểu Đồng Vương An Vũ diễn chính, Lư Dục Hiểu, Thạch Vân Bằng, Chu Khiết Quỳnh, Lý Thiến, Trương Thụy Hàm tham gia diễn xuất . Bộ phim được phát hành trên Migu Video vào ngày 28 tháng 10 năm 2024 , truyền hình vệ tinh Hồ Nam và ứng dụng đa nền tảng Mango TV.
Bộ phim, được chuyển thể từ tiểu thuyết cùng tên, lấy bối cảnh vào cuối những năm 1970, kể về ba gia đình họ Trang, họ Lâm và họ Ngô cùng sống trong một con hẻm trong khu gia đình. của một xưởng kéo sợi bông ở Tô Châu. Những thay đổi của thời thế đã làm thay đổi số phận của cha mẹ và con cái ba gia đình.

## Nội dung
Vào cuối những năm 1970, hai gia đình Trang và Lâm sống trong một con hẻm thuộc khu gia đình của một nhà máy kéo sợi bông ở Tô Châu. Khi kỳ thi tuyển sinh đại học lại tiếp tục, Trang Siêu Anh và vợ là Hoàng Linh vốn là giáo viên, đặt kỳ thi tuyển sinh đại học của con họ lên hàng đầu. Bị ảnh hưởng bởi điều này, gia đình hàng xóm Lâm Vũ Phong Tống Oánh cũng bắt đầu chú ý đến con trai họ. Gia đình của Trang Siêu Anh và Hoàng Linh có vẻ hòa thuận và đàng hoàng. Con trai của họ là Trang Đồ Nam chăm chỉ và hiếu học, còn con gái của họ là Trang Tiểu Đình cư xử tốt và hiểu biết. Tuy nhiên, sự hèn nhát, ngu ngốc và hiếu thảo của Trang Siêu Anh đã làm tổn thương gia đình họ. Gia đình Lâm Vũ Phong và Tông Oánh dường như đang đi theo con đường riêng của họ, và con trai Lâm Đống Triết của họ thực sự rất nghịch ngợm, vợ chồng hỗ trợ lẫn nhau, cha mẹ và con cái tôn trọng nhau, và gia đình rất sôi nổi và trọn vẹn. Lâm Vũ Phong và Tông Oánh theo sự thay đổi của thời thế và chuyển gia đình đến Quảng Châu để tìm kiếm cơ hội mới. Sau khi đôi bạn thời thơ ấu Trang Tiểu Đình và Lâm Đống Triết chia tay, họ phát hiện ra tình cảm của mình dành cho nhau và đồng ý vào cùng một trường đại học. Khi tốt nghiệp, họ vẫn vững vàng bất chấp những trở ngại của gia đình và hiện thực. Lựa chọn bên nhau, Trang Đồ Nam và Lý Giai cuối cùng đã kết hôn sau nhiều năm xa cách .

## Diễn viên

### Diễn viên chính
| Diễn viên       | Vai                        | Vai trò          | Miêu tả |
| Diễm Ni         | Hoàng Linh                 | Chính            | Vợ của Trang Siêu An, mẹ của Trang Đồ Nam và Trang Tiêu Đình, công nhân nhà máy kéo sợi bông. Hoàng Linh làm việc trong một nhà máy kéo sợi bông thuộc sở hữu nhà nước. Với sự hỗ trợ của con gái Trang Tiểu Đình, Hoàng Linh đã can đảm đấu tranh chống lại những mối quan hệ gia đình bất thường thời đó và bảo vệ lợi ích của gia đình và các con cô. |
| Lý Quang Khiết  | Lâm Vũ Phong               | Chính            | Chồng của Tống Oánh, cha của Lâm Đống Triết, kỹ sư nhà máy máy nén khí quốc doanh, đồng thời là một công nhân lâm nghiệp có tay nghề cao trong một nhà máy kéo sợi bông. Tốt nghiệp Đại học Giao thông Thượng Hải, có năng khiếu văn chương và quân sự, là trụ cột kỹ thuật của nhà máy. Sau khi kiếm được tiền, anh ấy có thể bảo vệ gia đình mình và anh ấy rất yêu Tống Oánh. Ủng hộ mọi quyết định của Tống Oánh và luôn giải quyết ổn thỏa mọi chuyện khi Tống Oánh tức giận vì con trai mình .                                           |
| Quách Hiểu Đông | Trang Siêu Anh             | Chính            | Chồng của Hoàng Linh, cha của Trang Đồ Nam và Trang Hiểu Đình, nhà giáo nhân dân, anh là con trai cả trong gia đình. Anh luôn muốn phụng dưỡng cha mẹ và chăm sóc con của anh chị em mình nhưng lại hiếm khi quan tâm đến việc Hoàng Linh và các con bị gia đình bắt nạt nên anh và Hoàng Linh đã gặp phải hàng loạt rắc rối trong gia đình. |
| Tưởng Hân       | Tống Oánh                  | Chính            | Vợ của Lâm Vũ Phong, con trai là Lâm Đống Triết, công nhân nhà máy bông thuộc sở hữu nhà nước và nhà máy sản xuất hoa. Cô ấy thường ăn mặc thời trang, là người thẳng thắn và ngay thẳng. Cô ấy có mối quan hệ rất tốt với Lâm Vũ Phong và cặp đôi rất thân thiết với nhau. Nhưng việc học của Lâm Đổng Triết luôn khiến cô cáu kỉnh, nhưng nhờ sự ủng hộ của vợ chồng người hàng xóm tốt bụng Hoàng Linh, cuối cùng cô đã dạy kèm cho con trai mình trở thành sinh viên Đại học Giao thông.                                                   |
| Phạm Thừa Thừa  | Trang Đồ Nam               | Chính            | Con trai của Hoàng Linh và Trang Siêu Anh, con trai cả Trang gia và em gái Trang Hiểu Đình. Anh từ nhỏ đã ý thức rất rõ trách nhiệm làm trưởng tử, luôn chăm sóc tốt cho các em, học hành giỏi giang, cả phố đều ghen tị với gia đình Hoàng Linh có một đứa con trai vô lo như vậy. Khi lớn lên, anh được nhận vào Đại học Đồng Tế và học cao học |
| Vương Tư Nghiêu | Trang Đồ Nam lúc nhỏ       | Nhân vật định kỳ | |
| Tiêu Thiêm Nhân | Trang Đồ Nam thiếu niên    | Nhân vật định kỳ | |
| Quan Hiểu Đồng  | Trang Tiểu Đình            | Chính            | Con gái của Hoàng Linh và Trang Siêu Anh, con thứ hai của gia đình Trang và anh trai Trang Đồ Nam, Cô ấy từ nhỏ đã là thông minh, nhạy cảm và bao dung, hiếm khi bộc lộ cảm xúc của mình với người khác. Vì vậy, đã âm thầm chịu đựng rất nhiều bất bình. Lâm Đống Triết luôn khuyến khích Trang Tiểu Đình dũng cảm thể hiện bản thân. Dưới ảnh hưởng của sự đồng hành nhiều năm, Tiểu Đình dần trở nên dũng cảm hơn. |
| Diệp Toàn Hi    | Trang Tiểu Đình lúc nhỏ    | Nhân vật định kỳ | |
| Dương Văn Tích  | Trang Tiểu Đình thiếu niên | Nhân vật định kỳ | |
| Lưu Kỳ Kỳ       | Trang Tiểu Đình thanh niên | Nhân vật định kỳ | |
| Vương An Vũ     | Lâm Đống Triết             | Chính            | Con trai của Lâm Vũ Phong và Hoàng Linh, giống như Tôn Ngộ Không, không thích học. Anh ấy nghịch ngợm từ khi còn nhỏ và thường không học hành, nhưng vào những thời điểm quan trọng, khả năng học tập của anh ấy trở nên siêu mạnh. Khi lớn lên, anh ấy bộc lộ trí tuệ cảm xúc và kỹ năng xã hội siêu cao của một đứa trẻ nghịch ngợm, yêu và kết hôn Trang Tiểu Đình. |
| Tôn Tư Trình    | Lâm Đống Triết lúc nhỏ     | Nhân vật định kỳ | |
| Lý Khánh Dự     | Lâm Đống Triết thiếu niên  | Nhân vật định kỳ | |
| Giản Vũ Hi      | Lâm Đồng Triết thanh niên  | Nhân vật định kỳ | |
| Lư Dục Hiểu     | Lý Giai                    | Nhân vật định kỳ | Cha mẹ cô gốc Thượng Hải và sau đó đến Hắc Long Giang. Họ luôn muốn quay trở lại Thượng Hải và yêu cầu Lý Giai học tiếng Thượng Hải từ khi cô còn nhỏ. Sau khi Lý Giai được nhận vào đại học, cô được yêu cầu ở lại nhà chú và dì ở Thượng Hải và ngủ trong bếp. Cha mẹ cô yêu cầu cô kết hôn với một người địa phương ở Thượng Hải và định cư với em trai cô ở Thượng Hải, vì vậy cô và Trang Đồ Nam chia tay. |
| Thạch Vân Bằng  | Hướng Bằng Phi             | Nhân vật định kỳ | Con trai của chị gái Trang Siêu Anh. Bởi vì mẹ anh buộc phải trở thành một thanh niên có học thức ở Quý Châu và rất muốn gửi anh trở lại Tô Châu để học nên sau khi Trang Đồ Nam vào đại học, anh bắt đầu ở nhà của Trang Siêu Anh và Hoàng Linh. Thành tích học tập không tốt, không đỗ vào cấp 3 nhưng lại có sự nhạy bén trong kinh doanh và sẵn sàng chịu đựng gian khổ nên đã khởi nghiệp và trở nên thịnh vượng. Anh biết cách báo đáp lòng tốt, số tiền kiếm được không chỉ đưa cho bố mẹ mà còn giúp đỡ gia đình Hoàng Linh rất nhiều. |
| Cừu Ân Trạch    | Hướng Bằng Phi lúc nhỏ     | Nhân vật định kỳ | |
| Dư Trí Viễn     | Hướng Bằng Phi thiếu niên  | Nhân vật định kỳ | |
| Chu Khiết Quỳnh | Ngô San San                | Nhân vật định kỳ | Sinh ra trong một gia đình được tổ chức lại, nguyện vọng vào cấp 3 ban đầu của cô đã được chuyển thành trường cấp 2 kỹ thuật bình thường do tính toán của bố và mẹ kế. Luôn không sẵn lòng, cô dần trở nên cạnh tranh và sử dụng tính toán của mình với người khác. Dưới ảnh hưởng của gia đình, Ngô San San cũng trở thành một người hẹp hòi và tính toán. Cô không chỉ làm lạnh lòng những người lớn tuổi thực sự yêu thương và quan tâm đến cô mà còn khiến những người bạn đồng trang lứa xuất sắc của cô phải rời xa.                     |
| Lý Nhị Sơ       | Ngô San San lúc nhỏ        | Nhân vật định kỳ | |
| Hà Tư Điềm      | Ngô San San thiếu niên     | Nhân vật định kỳ | |

### Diễn viên phụ
| Diễn viên       | Vai           | Vai trò | Miêu tả |
| Khúc Bác        | Lý Nhất Minh  | Phụ     | |
| Lý Thiến        | Trương A Muội | Phụ     | Vợ của Ngô Kiến Quốc và mẹ kế của Ngô San San. Cô là một người mưu mô, nhỏ mọn, luôn muốn lợi dụng người khác. Bởi vì là gia đình cải tổ nên bà mang theo con gái riêng của mình đến gả cho Ngô Kiến Quốc nên cũng không hỏi nhiều về San San và em trai Tiểu Đông. Cô mỗi ngày đều ghen tị với gia đình Hoàng Linh và gia đình Tống Oánh, và cô muốn nhận được lợi ích từ họ. |
| Trương Thuỵ Hàm | Ngô Kiến Quốc | Phụ     | Chồng của Trương A Muội và cha ruột của Ngô San San. Sau khi kết hôn với Trương A Muội, anh trở nên rất không quan tâm đến Ngô San San và con trai ruột Tiểu Đông. Anh là thợ mộc nhưng anh không kiếm được nhiều tiền. Anh bị cận thị và tin rằng việc học ở trường là vô ích nên đã thay đổi lựa chọn trường trung học của San San thành trường trung học kỹ thuật bình thường. Cùng với Trương A Muội, họ thích lợi dụng mọi thứ, và những người hàng xóm không thích gia đình họ cho lắm. |

### Diễn viên khác
| Diễn viên          | Vai                          | Vai trò | Miêu tả                |
| Trì Bổng           | Bà Trang                     | Phụ     |                        |
| Lưu Quân           | Thư ký Trương                | Phụ     |                        |
| Triệu Diệc Ký      | Tống Hướng Dương             | Phụ     |                        |
| Lôi Phong Thuỵ     | Vương Đại Chí                | Phụ     |                        |
| Trương Sâm         | Dư Đào                       | Phụ     |                        |
| Lưu Vĩ             | Ông Trang                    | Phụ     |                        |
| Vương Tinh Hoa     | Vợ thư ký                    | Phụ     |                        |
| Lý Văn Linh        | Mẹ thư ký Trương             | Phụ     |                        |
| Nguỵ Vĩ            | Trưởng khoa Lục              | Phụ     |                        |
| Kim Thuận Tử       | Thím Lý                      | Phụ     |                        |
| Vương Lệ Hàm       | Thím Trương                  | Phụ     |                        |
| Lục Tinh           | Phùng Ngạn Tổ                | Phụ     |                        |
| Hoắc Á Minh        | Vương Dũng                   | Phụ     | Hàng xóm nhà Tống Oánh |
| Diên Tường         | Tiền Tiến                    | Phụ     |                        |
| Đặng Hoàng Thiên   | Vương Phương                 | Phụ     |                        |
| Tống Như Nhân      | Trương Mẫn                   | Phụ     |                        |
| Triệu Ngữ Đồng     | Trương Mẫn thanh niên        | Phụ     |                        |
| Cao Hiểu Nhã       | Trương Mẫn lúc nhỏ           | Phụ     |                        |
| Ngô Kim Hâm        | Trần Đạt                     | Phụ     |                        |
| Vương Chi Dân      | Ba của Lý Giai               | Phụ     |                        |
| Lạc Vi             | Mẹ của Lý Giai               | Phụ     |                        |
| Lý Bân             | Chú Trương                   | Phụ     |                        |
| Quách Bác Dịch     | Ngô Quân thiếu niên          | Phụ     |                        |
| Thái Lạc Thừa      | Ngô Quân lúc nhỏ             | Phụ     |                        |
| Quách Tổ Minh      | Ông nội Lý                   | Phụ     |                        |
| Vu Hồng Châu       | Trưởng xưởng An              | Phụ     |                        |
| Lý Hoành Lỗi       | Trang Cản Mĩ                 | Phụ     |                        |
| Lưu Tử Hạc         | Trang Hoa Lâm                | Phụ     |                        |
| Mã Bách Toàn       | Ngô Quân                     | Phụ     |                        |
| Tiêu Hạo Nhiễm     | Lưu Kiện                     | Phụ     | Phó xưởng Lưu          |
| Lý Vũ Tuyền        | Trang Cản Mĩ con dâu         | Phụ     |                        |
| Dụ Khánh Huy       | Ông nội Trương               | Phụ     |                        |
| Hải Phong          | Hà Quảng Trưởng              | Phụ     |                        |
| Mã Nham            | Hướng Đông                   | Phụ     |                        |
| Vương Cương        | Kỹ sư trưởng Chu             | Phụ     |                        |
| Thái Gia Minh      | Hùng Nhất Đinh               | Phụ     |                        |
| Vương Bằng Kiêu    | Sử Vĩ Dân                    | Phụ     |                        |
| Cát Tứ             | Giáo viên Nguyễn             | Phụ     |                        |
| Phạm Triết Sâm     | Giáo viên Trương             | Phụ     |                        |
| Tiết Tân           | Giáo sư Châu                 | Phụ     |                        |
| Lưu Đào            | Giáo sư Chu                  | Phụ     |                        |
| Lý Siêu            | Trưởng khoa Châu             | Phụ     |                        |
| Thường Hải Ba      | Phó trưởng xưởng Lưu         | Phụ     |                        |
| Hà Tử Nhạc         | Vu Hồng                      | Phụ     |                        |
| Cận Mính Trình     | Chu Hiểu Lị                  | Phụ     |                        |
| Tiêu Nhân          | Chủ nhiệm Ban                | Phụ     |                        |
| Trần Diễm Diễm     | Giáo viên Trương (nữ)        | Phụ     |                        |
| Thiệu Dật Phàm     | Giáo viên Châu               | Phụ     |                        |
| Biện Quỳnh Hiên    | Giáo viên Vương              | Phụ     |                        |
| Trịnh Hiểu Chung   | Hiệu trưởng Chu              | Phụ     |                        |
| Hạ Chí Khanh       | Giáo sư lớn tuổi Lâm         | Phụ     |                        |
| Lưu Hiếu Lệ        | Giáo sư trẻ tuổi             | Phụ     |                        |
| Tiết Phong         | Hoàng lão sư                 | Phụ     |                        |
| Diêu Ngọc          | Lý lão sư                    | Phụ     |                        |
| Hạ Nhất Bân        | Trương lão sư                | Phụ     |                        |
| Mã Đông Thăng      | Trưởng xã Vương              | Phụ     |                        |
| Mã Đinh            | Chủ nhiệm của trường đại học | Phụ     |                        |
| Tiền Hi Di         | Thanh niên Liễu Nhứ          | Phụ     |                        |
| Lý Giai Đồng       | Em dâu Lý Giai               | Phụ     |                        |
| Lý Thiên Diệp      | Em trai chồng Lý Giai        | Phụ     |                        |
| Hạ Chí Tường       | Ông nội Lý Giai              | Phụ     |                        |
| Từ Bân             | Nhiếp ảnh gia                | Phụ     |                        |
| Vạn Thắng Lợi      | Người gác cổng lớn           | Phụ     |                        |
| Dương Vĩ Lỗ        | Tô lão sư                    | Phụ     |                        |
| Lưu Bân            | Cao lão sư                   | Phụ     |                        |
| Ngô Nhậm Viễn      | Cục trưởng                   | Phụ     |                        |
| Ninh Hải           | Lão sư                       | Phụ     |                        |
| Kì Đống Vĩ         | Toán học lão sư              | Phụ     |                        |
| Sử Hồng            | Lão sư                       | Phụ     |                        |
| Vương Gia Duyệt    | Lớp trưởng                   | Phụ     |                        |
| La Tử Thừa         | Lớp phó học tập              | Phụ     |                        |
| Trương Kỳ Nham     | Bạn cùng bàn của Đồ Nam      | Phụ     |                        |
| Triệu Tần          | Trần lão sư                  | Phụ     |                        |
| Lưu Di Quân        | Người dẫn chương trình       | Phụ     |                        |
| Trương Áo Quân     | Bạn cùng lớp A               | Phụ     |                        |
| Vương Dương        | Giáo viên tiếng Anh          | Phụ     |                        |
| Nguyên Nhược Hàng  | Nam sinh A                   | Phụ     |                        |
| Lâm Hải Thành      | Lão sư                       | Phụ     |                        |
| Quan Lôi           | Giáo viên dạy nhạc           | Phụ     |                        |
| Trình Nguỵ         | Kỳ sư A                      | Phụ     |                        |
| Tề Tần             | Nữ giáo sư                   | Phụ     |                        |
| Vu Đông Ni         | Nhà thơ của hội thơ          | Phụ     |                        |
| Lý Tĩnh            | Phóng viên Trương            | Phụ     |                        |
| Triệu Hải Phong    | Trưởng xưởng Hà              | Phụ     |                        |
| Lạc Lỗi            | Hành khách A                 | Phụ     |                        |
| Thạch Nghị         | Hành khách B                 | Phụ     |                        |
| Lý Hạ Nghiên       | Hành khách C                 | Phụ     |                        |
| Trần Hạc Vân       | Tài xế                       | Phụ     |                        |
| Trương Lệ          | Kế toán Trương               | Phụ     |                        |
| Trương Vĩ          | Hiệu trưởng                  | Phụ     |                        |
| Dương Tử Kinh      | Nữ sinh                      | Phụ     |                        |
| Chu Hàng Kiện      | Sinh viên A                  | Phụ     |                        |
| Tôn Hiển Minh      | Đầu bếp bỏng ngô             | Phụ     |                        |
| Tống Thôi Khải Hạo | Thanh niên Lưu Kiện          | Phụ     |                        |
| Tôn Liên Phương    | Đại thẩm                     | Phụ     |                        |
| Viên Triết         | Nhân viên báng hàng          | Phụ     |                        |
| Vương Nguyệt       | Giáo viên sáng tác           | Phụ     |                        |
| Thẩm Thiến Nhiên   | Giáo viên dạy nhảy           | Phụ     |                        |
| Thịnh Bích Vân     | Nghệ nhân Bình Đàn           | Phụ     |                        |
| Tất Hàng Văn       | Hàng xóm                     | Phụ     |                        |
| Trương Yến         | Hàng xóm                     | Phụ     |                        |
| Đỗ Diễm            | Hàng xóm                     | Phụ     |                        |
| Tạ Thừa Dĩnh       | Nữ công nhân A               | Phụ     |                        |
| Ổ Thiến            | Nữ công nhân B               | Phụ     |                        |
| Ngô Đan Đan        | Nữ công nhân C               | Phụ     |                        |
| Hoàng Húc Đông     | Sĩ quan liên phòng           | Phụ     |                        |
| Hoàng Đình         | Chủ nhiệm công xưởng         | Phụ     |                        |
| Cung Sức           | Chủ cửa hàng                 | Phụ     |                        |
| Hạng Xương Quần    | Nhân viên A                  | Phụ     |                        |
| Vương Lỗ           | Nhân viên B                  | Phụ     |                        |
| Tống Triết Vi      | Cố vấn bên A                 | Phụ     |                        |
| Quách Chấn Giai    | Kỹ sư kết cấu công trình     | Phụ     |                        |
| Lý Đình            | Trần Lôi                     | Phụ     |                        |
| Sinh Cảng Suý      | Vương Thượng Văn             | Phụ     |                        |
| Lộ Văn Triết       | lão Đinh                     | Phụ     |                        |
| Hải Y Phàm         | Sư muội                      | Phụ     |                        |
| Bành Tái           | Tôn A Di                     | Phụ     |                        |
| Sài Tuyển Triết    | Tiểu Mục                     | Phụ     |                        |
| Trần Nhã Hi        | Lý Lộ                        | Phụ     |                        |
| Tăng Hoài Nghị     | Lý Văn                       | Phụ     |                        |
| Trương Lập Thu     | Bà nội Lý Giai               | Phụ     |                        |
| Quách Tiểu Nguyên  | Vương Lâm                    | Phụ     |                        |
| Trần Nguyệt Hoành  | lão Trần                     | Phụ     |                        |
| Lý Hiểu Lỗi        | Nhân viên A                  | Phụ     |                        |
| Triệu Văn Minh     | Trưởng phòng Lý              | Phụ     |                        |
| Hàn Xu Muội        | Trần Quế Anh                 | Phụ     |                        |
| Trương Tư Mẫn      | Tôn Ngọc Dương               | Phụ     |                        |
| Liễu Hân Ngôn      | Chủ cửa hàng                 | Phụ     |                        |
| Vương Tranh Duệ    | Lưu Cường                    | Phụ     |                        |
| Hạnh Phong Diệc    | Con trai thư ký Trương       | Phụ     |                        |
| Phạm Dũng          | Tài xế xe buýt               | Phụ     |                        |
| Viên Thanh Long    | Ông chủ                      | Phụ     |                        |
| Triệu Khôn Mỹ      | Đại thẩm                     | Phụ     |                        |
| Khương Chí Phong   | ông Chu                      | Phụ     |                        |
| Trâu Chí Hạo       | Nhân viên bán hàng           | Phụ     |                        |
| Trương Dược Cương  | Đội trưởng liên phòng        | Phụ     |                        |
| Vương Hà Tình      | Nữ thực tập sinh B           | Phụ     |                        |
| Tào Đan Dật        | Nữ thực tập sinh C           | Phụ     |                        |
| Trương Mặc Hàm     | Cậu bé lớn                   | Phụ     |                        |
| Lý Hải Văn         | Thợ khoá                     | Phụ     |                        |
| Quách Thiếu Bằng   | Nhân viên an ninh            | Phụ     |                        |
| Vương Chính        | Châu Chí Viễn                | Phụ     |                        |
| Thẩm Thịnh Nam     | Châu Thanh                   | Phụ     |                        |
| Nghiêm Gia Hân     | Bồi bàn                      | Phụ     |                        |
| Tô Nghiêu          | Trang Chấn Đông              | Phụ     |                        |
| Chu Giai Dục       | Trang Chấn Đông thiếu niên   | Phụ     |                        |
| Châu Duyệt Thị     | Trang Chấn Bắc lúc nhỏ       | Phụ     |                        |
| Lý Vĩ              | Hàng xóm                     | Phụ     |                        |
| Liễu Kiến Vũ       | Tài xế tiểu Ngô              | Phụ     |                        |
| Diệp Đĩnh          | Chủ gian hàng                | Phụ     |                        |
| Trương Hạo Nhiên   | Lý Văn thiếu niên            | Phụ     |                        |
| Đại Sâm Lâm        | Trang Chấn Đông lúc nhỏ      | Phụ     |                        |
| Trần Mộc Dân       | Trang Chấn Bắc               | Phụ     |                        |
| Triển Hi Ngôn      | Lý Lộ lúc nhỏ                | Phụ     |                        |
| Trương Chấn Tài    | Người thu gom phế liệu       | Phụ     |                        |
| Nhậm Thục Mai      | Nhân viên công tác           | Phụ     |                        |
| Trạch Trung Tinh   | Nhân viên văn phòng          | Phụ     |                        |
| Dương Chấn Quân    | Tài xế                       | Phụ     |                        |
| Mã Thư Lập         | Người dân địa phương         | Phụ     | Cameo                  |

## Hậu trường
Ngày 11 tháng 10 năm 2023, bộ phim chính thức bấm máy . 28 tháng 1 năm 2024 bộ phim kết thúc quay  . 99% bộ phim được quay ở Ninh Ba 

## Thông tin phát sóng
Ngày 11 tháng 10 năm 2023, Bộ phim chính thức công bố dàn diễn viên; Vào ngày 12, sản phẩm đặc biệt ra mắt đã được phát hàn; Vhào ngày 1 tháng 12, bộ phim đã phát hành một bộ áp phích nhân vật  ; Ngày 29 tháng 1 năm 2024, những bức ảnh tĩnh đầu tiên của bộ phim  ; Ngày 26 tháng 4, bộ phim đã tung ra trailer đầu tiên  ; Vào ngày 15 tháng 10, bộ phim đã phát hành tập thử nghiệm đặc biệt  ; Vào ngày 19 tháng 10, bộ phim đã tung ra poster phiên bản khu phố, thông báo rằng phim sẽ được phát sóng trên Migu Video từ 20:00 ngày 28 tháng 10  , truyền hình vệ tinh Hồ Nam, Truyền hình Mango TV phát sóng đa nền tảng  ; Cùng ngày, bộ phim đã tung ra trailer của phiên bản Everything Comes In ;  Vào ngày 20 tháng 10, bộ phim đã tung ra một poster đặc biệt dành cho năm mới ; Vào ngày 21 tháng 10, bộ phim đã tung ra poster sinh tử  ;Ngày 22 tháng 10, bộ phim đã tung ra poster "Hẹn gặp em trong ngõ". Ngày 23 tháng 10, MV ca khúc chủ đề Disappear của chương trình đã được phát hành . Vào ngày 24 tháng 10, bộ phim đã phát hành sản phẩm đặc biệt. có poster sự kiện vui vẻ ; Vào ngày 26 tháng 10, vở kịch đã phát hành tập đặc biệt của đạo diễn  ; Vào ngày 27 tháng 10, bộ phim đã phát hành tập đặc biệt về tình yêu của cha mẹ ,  poster phiên bản Happy Gathering Moment  ; Vào ngày 28 tháng 10, bộ phim đã phát hành poster Jiahe Rinuan  , phát hành trailer cuối cùng,  áp phích ấn tượng hiện đại .

## Nhạc phim
| Tên                       | Lời            | Soạn nhạc      | Trình bày        | Ghi chú        |
| ------------------------- | -------------- | -------------- | ---------------- | -------------- |
| Thanh niên nội địa        | Trang Chú Hằng | Trang Chú Hằng | Vương Khiếu Khôn | Bài hát chủ đề |
| Cho tôi thêm một ngày nữa | Thanh Việt     | Trần Thi Mục   | Hùng Lâm         | Bài hát chủ đề |
| Biến mất                  | Cao San        | Cao San        | Tô Vận Oánh      | Bài hát chủ đề |